# Karl-Heinz Völker
Karl-Heinz Völker (* 29. März 1920 in Berlin-Spandau; † 2. Juni 2005) war ein deutscher Maler und Grafiker in der Lausitz.

## Leben und Werk
Völker erhielt schon als Dreizehnjähriger unentgeltlich Malunterricht durch die Spandauer Künstler Hans Zank und Willi Gericke. Von 1934 bis 1938 absolvierte er in Spandau eine Lehre als Dekorationsmaler und arbeitete er in seinem Beruf. Daneben nahm er Malunterricht bei dem Spandauer Kunstlehrer und Maler Paul Budich und besuchte er Abendkurse an der Meisterschule des Handwerks der Reichshauptstadt in Berlin-Charlottenburg.
1940 wurde Völker zur Wehrmacht einberufen, und er nahm am Zweiten Weltkrieg teil. Aus der Kriegsgefangenschaft kam er 1945 nach Görlitz. Er arbeitete wieder als Maler, vor allem als Schildermaler, und besuchte daneben von 1946 bis 1947 die Malschule von Willi Schulz. Ab 1947 arbeitete er in Görlitz als freischaffender Maler und Grafiker. Er schuf neben Tafelbildern, Aquarellen und Zeichnungen auch baugebundene Arbeiten an Neubauten, so mit Günter Hain ein Fliesenmosaik an einem Wohnhaus in der Görlitzer Büchtemannstraße. Außerdem machte er gebrauchsgrafische Arbeiten, insbesondere für die Leipziger Messe und zentrale Ausstellungen der DDR. Er entwarf Plakate, u. a. für die Görlitzer Festwochen. Völker wurde bei Plakatwettbewerben mehrfach mit ersten und zweiten Preisen geehrt. Er nahm an nahezu allen Ausstellungen Görlitzer Künstler und mehreren Wanderausstellungen Lausitzer Künstler teil.
Völker war ab 1957 Mitglied des Verbands Bildender Künstler der DDR und 1970 der erste Kunstpreisträger der Stadt Görlitz.

## Fotografische Darstellung Völkers
- Völker beim Malen in seinem Garten (1980; Autor unbekannt)[1]

## Ausstellungen (unvollständig)
- 1949: Görlitz, Aula der 10. Grundschule („3. Jahresausstellung Lausitzer Bildender Künstler“)[2]
- ab 1954: Dresden, alle Bezirkskunstausstellungen
- postum 2017: Görlitz, Volksbank (Bilder aus dem Bestand des Kulturhistorischen Museum Görlitz)